# Медаваччія (підрозділ окружного секретаріату)
Підрозділ окружного секретаріату Медаваччія — підрозділ окружного секретаріату округу Анурадхапура, Північно-Центральна провінція, Шрі-Ланка. Складається з 37 Грама Ніладхарі.